# Stilpnopappus
Stilpnopappus es un género de plantas fanerógamas perteneciente a la familia de las asteráceas. Comprende 34 especies descritas y de estas, solo 14 aceptadas.

## Taxonomía
El género fue descrito por Mart. ex DC. y publicado en Prodromus Systematis Naturalis Regni Vegetabilis 5: 75. 1836. La especie tipo es Stilpnopappus pratensis Mart. ex DC.

## Especies aceptadas
A continuación se brinda un listado de las especies del género Stilpnopappus aceptadas hasta septiembre de 2012, ordenadas alfabéticamente. Para cada una se indica el nombre binomial seguido del autor, abreviado según las convenciones y usos.
- Stilpnopappus apurensis (V.M.Badillo) Aristeg.
- Stilpnopappus bicolor (DC.) Mart. ex Baker
- Stilpnopappus bullatus Krasch.
- Stilpnopappus cearensis Huber
- Stilpnopappus emarginatus Gardner
- Stilpnopappus ferrugineus Baker
- Stilpnopappus glomeratus Gardner
- Stilpnopappus pohlii Baker
- Stilpnopappus pratensis Mart. ex DC.
- Stilpnopappus regnellii Baker
- Stilpnopappus sellowianus Krasch.
- Stilpnopappus speciosus (Less.) Baker
- Stilpnopappus trichospiroides Mart. ex DC.
- Stilpnopappus villosus Mart. ex Baker